# Anomalotinea gardesanella
Anomalotinea gardesanella is een vlinder uit de familie echte motten (Tineidae). De wetenschappelijke naam is voor het eerst geldig gepubliceerd in 1950 door Hartig.
De soort komt voor in Europa.